# Käthe Loewenthal
Pour les articles homonymes, voir Lowenthal.
A ne pas confondre avec Karen Gershon, née Käthe Loewenthal, poète et autrice britannique d'origine allemande
Käthe Frida Rosa Loewenthal (née le 27 mars 1878 à Berlin et morte le 26 avril 1942 dans le camp de transit d'Izbica) était une femme peintre allemande de l'art moderne et une victime de l’Holocauste.

## Biographie

### Jeunesse
Käthe Loewenthal, née à Berlin, est l'aînée de cinq filles de l'ophtalmologue et hygiéniste Wilhelm Loewenthal et de sa femme Clara. La famille vit à Genève, Lausanne, Paris, Belgrano (Argentine) et Berlin, où le père travaille dans les universités respectives. En 1890, la famille s'installe à Berne. Käthe, issue d'une famille juive, est devenue amie avec la famille d'un pasteur protestant. Elle vit avec cette famille, se fait baptiser et confirmer. Pendant ce temps, elle découvre les œuvres du peintre bernois Ferdinand Hodler.
Après son retour à Berlin en 1892, elle fréquente le lycée jusqu'à l'obtention de son diplôme en 1895. Déjà à l'école, son talent artistique se montre. De 1895 à 1897, elle prend des cours auprès de Ferdinand Hodler. Elle effectue plusieurs voyages à l'étranger. À Paris, Käthe Loewenthal rencontre le peintre Leo von König . Elle le suit à Berlin et étudie à l'école de peinture privée qu'il a fondée. En septembre 1890, elle suit des cours auprès de l'artiste Wilhelm Feldmann à l'école de peinture fondée par Hans Müller-Brauel d'après le modèle de Worpswede, à laquelle participent en particulier les femmes de Zeven. En 1902, elle se rend en Italie avec sa sœur Susanne, qui devient également peintre. Elle y rencontre la femme peintre Erna (Raabe) Freiin von Holzhausen (1882-1938) et entre ces deux femmes une forte amitié s'installe.

### Débuts professionnels
Vers 1904/1905, Kaethe travaille comme artiste indépendante à Munich ; elle devient membre associé du Münchner Künstlerinnenverein et se rend dans l'Oberland bernois. L'Oberland bernois devient alors le motif principal de ses premiers tableaux de paysages. En 1909, elle s'installe à Tübingen, puis à Stuttgart, où elle devient membre du Württembergischer Malerinnenverein.
En 1910, elle entreprend des études à l'école royale wurtembergeoise de peinture (de) de Stuttgart, dans le « cours de peinture pour dames » (Damenmalklasse) dirigée par Adolf Hölzel. Outre les portraits, elle peint des paysages de la Forêt-Noire, du Jura souabe, de la vallée du Neckar et du Taunus. Après avoir obtenu son diplôme en 1914, elle s'installe dans un studio appartenant à l'association des femmes peintre du Württemberg.
En 1912, sa sœur Susanne acquiert une maison de pêcheur à Vitte sur Hiddensee. Käthe Loewenthal se rend régulièrement à Hiddensee jusqu'à l'été 1935 et peint une multitude de peintures représentant la mer, la côte et le paysage de Hiddensee. Elle fait également partie du cercle formé par Henni Lehmann et la Hinddensoer Künsterlinnenbund, qui a été dissoute dès 1933.
De 1914 à 1934, elle travaille comme peintre indépendante et gagne sa vie en peignant des portraits. Kaethe ne veut pas prendre le rôle de la femme bourgeoise, elle revendique son indépendance et son statut de femme artiste peintre. Elle réussit à exposer son travail sur diverses expositions comme à la sécession de Stuttgart et au palais de verre de Munich.

### Face au nazisme
À l'époque du national-socialisme, Käthe Loewenthal est interdite de peindre (Malverbot). Elle ne peut plus participer à aucune exposition ou vendre de tableau. Elle est obligée de quitter son atelier et elle est exclue du Württembergischer Malerinnenverein. Cela met brusquement fin à son activité de peintre indépendante. Entre 1935 et 1941, elle se rend en Suisse à Grindelwald, dans l’Oberland bernois. La vie devient de plus en plus difficile pour elle, bien qu'elle puisse bénéficier du soutien de la famille Dondorf, famille d'artistes de Stuttgart, et de son ancienne femme de chambre, Marie Nothdurft.
En 1941, elle quitte son appartement à Stuttgart et déménage dans une chambre assignées aux Juifs. En février 1942, Käthe Loewenthal est transférée dans un camp de transit à Weissenstein. De là, elle est déportée en Pologne occupée en raison de son appartenance raciale et assassinée dans le camp de transit d'Izbica, près de Lublin. Sa sœur Agnes Schaefer (née en 1882 à Berlin) met probablement fin à ses jours dans les montagnes grecques. Sa sœur Susanne Ritscher (1886-1975) est la seule de la famille à avoir survécu à l’Holocauste.

## Postérité
On trouve deux Stolpersteine à Vitte, l'un pour Kähe et l'autre pour sa sœur Susanne Ritscher, et un Stolperstein pour Käthe à Stuttgart. Une maison de retraite porte son nom. En 1993, le Musée enfoui à Berlin lui a consacré une exposition.
La plupart de ses œuvres sont détruites lors du bombardement de Stuttgart. Un garçon du voisinage de Käthe a pu cacher et mettre en sécurité quelque 250 dessins, aquarelles, peintures à l'huile et photos.
De nombreuses expositions lui sont consacrées parmi lesquelles l'exposition à Osnabrück et à Braunschweig.

## Œuvres

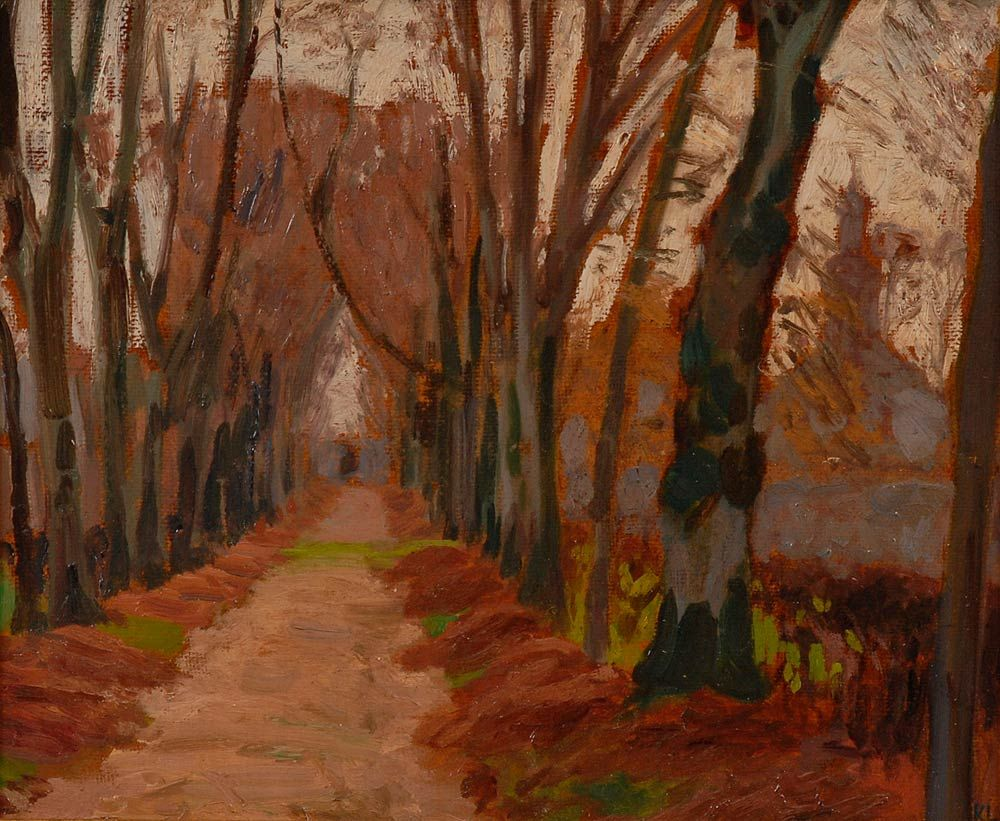
Weg durch den Wald.
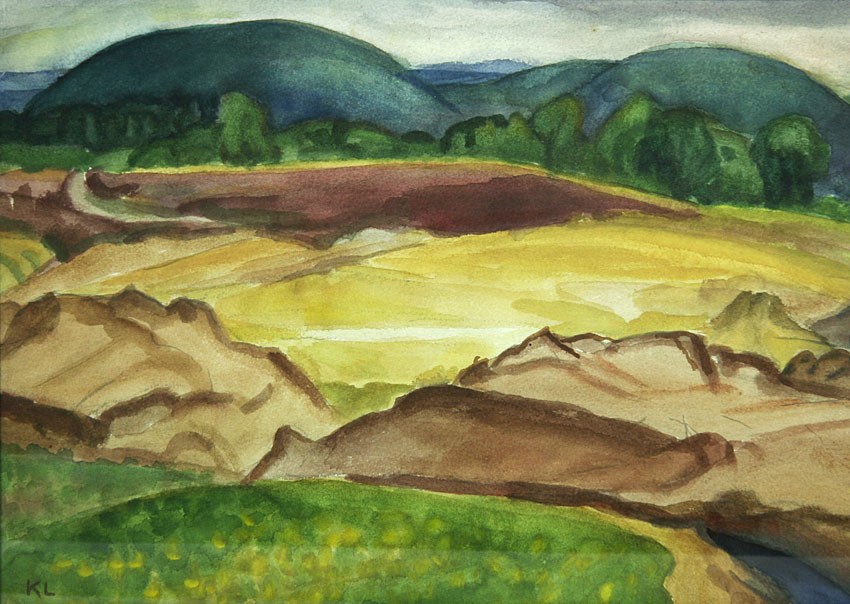
Berner Voralpenlandschaft, 1910.
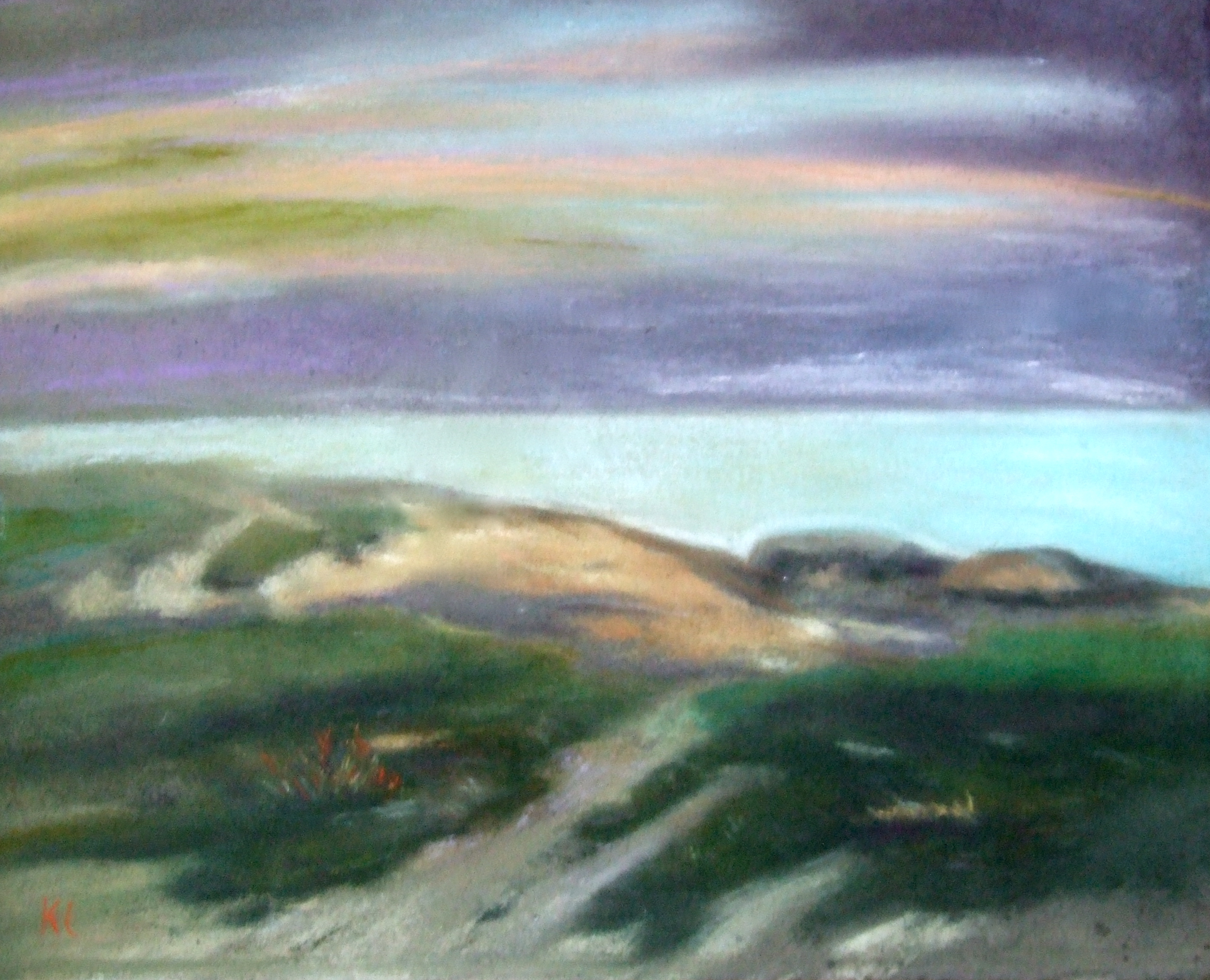
Dünenheide off Vitte (Hiddensee), 1930.
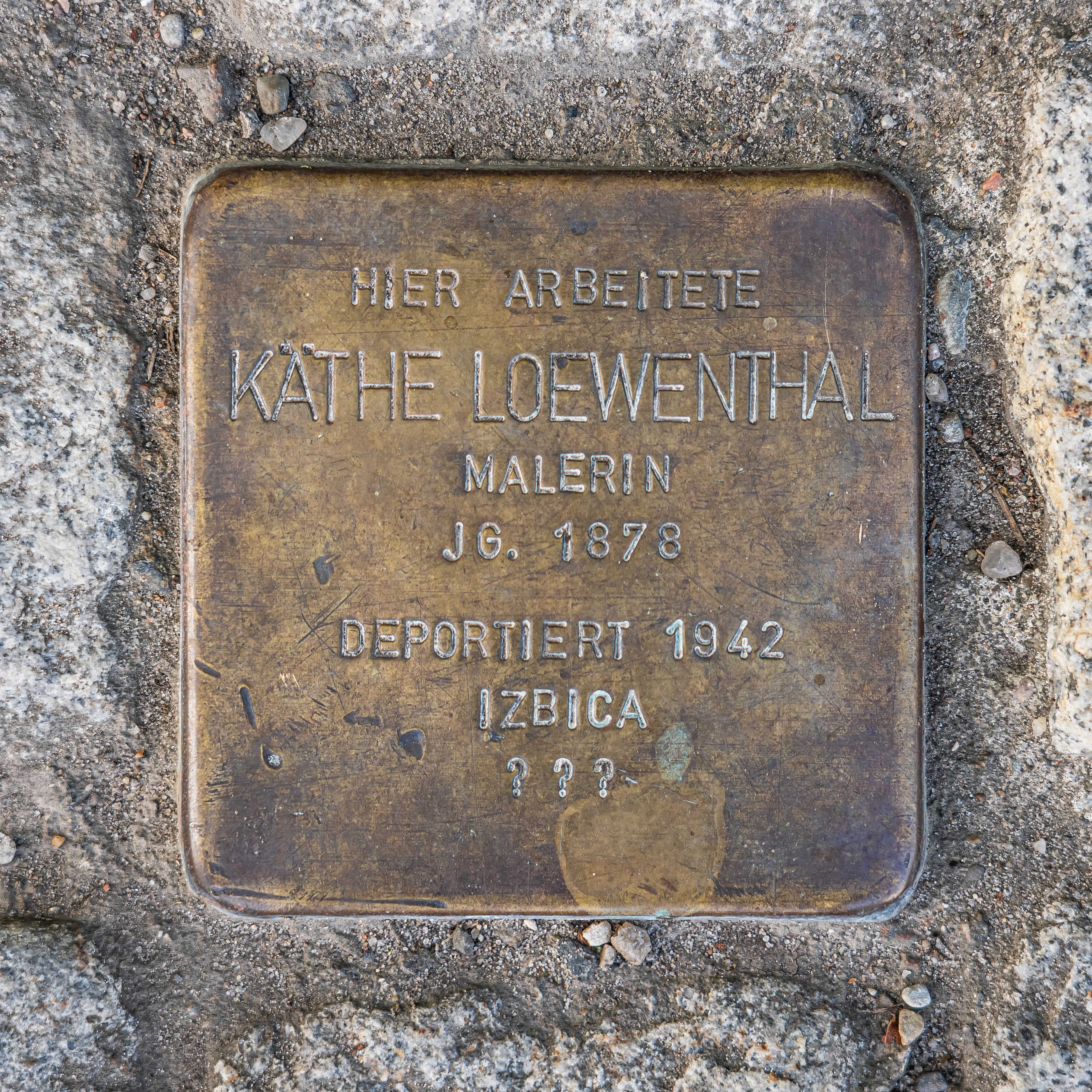
Vitte / Hiddensee Stolperstein.